# Panellus sublamelliformis
Panellus sublamelliformis är en svampart som beskrevs av Corner 1986. Panellus sublamelliformis ingår i släktet Panellus och familjen Mycenaceae.   Inga underarter finns listade i Catalogue of Life.